# 천한뎬
천한뎬(중국어: 陳漢典, 병음: Chén Hàndiǎn, 한자음: 진한전, 1984년 7월 6일 ~ )은 타이완의 영화 배우이다.

## 영화
- 연애통고 (2010) - 조연
- 점프 아쉰 (2012) - 조연
- 더블 트러블 (2012) - 주연
- 소울 오브 브레드 (2013) - 가오빙 역

## 방송
- 곤석애정고사 (2016)